# Sulcacis nitidus
Sulcacis nitidus es una especie de coleóptero de la familia Ciidae.

## Distribución geográfica
Habita en el Paleártico.